# ニコラス・アセンシオ
ニコラス・アセンシオ（Nicolás Geovanny Asencio Espinoza、1975年4月26日 - ）は、エクアドルの元サッカー選手。元エクアドル代表。ポジションはフォワード。

## 来歴
1995年6月に親善試合でエクアドル代表デビュー。直後のコパ・アメリカ1995にも出場した。エクアドルとして初の出場となった2002 FIFAワールドカップにも出場した。2003年までに20試合に出場した。

## 代表歴

### 出場大会
- エクアドル代表
  - 2002 FIFAワールドカップ

### 試合数
- 国際Aマッチ 20試合 0得点（1995年-2003年）[1]

| エクアドル代表 | 国際Aマッチ | 国際Aマッチ |
| 年             | 出場        | 得点        |
| -------------- | ----------- | ----------- |
| 1995           | 3           | 0           |
| 1996           | 0           | 0           |
| 1997           | 0           | 0           |
| 1998           | 1           | 0           |
| 1999           | 5           | 0           |
| 2000           | 0           | 0           |
| 2001           | 0           | 0           |
| 2002           | 9           | 0           |
| 2003           | 2           | 0           |
| 通算           | 20          | 0           |